# 维陶塔斯·兰茨贝吉斯
维陶塔斯·兰茨贝吉斯（1932年10月18日—），立陶宛保守派政治家、欧洲议会议员。曾领导立陶宛独立组织争取改革运动（薩尤季斯）。他是立陶宛从苏联独立后首位国家元首，之後曾任立陶宛议会议长。
其長孫格比亞魯斯·藍斯柏吉斯曾任立陶宛外交部長。

## 生平
1932年，出生于立陶宛考纳斯市。
1955年，毕业于维尔纽斯音乐学院，留校教授音乐和戏剧。
1988年，被选为萨尤季斯理事会主席。
1989年，被选为立陶宛最高苏维埃代表。
1990年，被选为立陶宛最高苏维埃主席，立陶宛最高苏维埃旋即改組為立陶宛最高委員會，使其轉任立陶宛最高委員會主席。
1991年，立陶宛的獨立決議在蘇聯解體期間獲得廣泛承認，使其正式成為立陶宛獨立後事實上的國家元首。